# Jamal Hibatullah
Jamal Hibatullah (28 januari 1997) is een Indonesisch wielrenner die anno 2018 rijdt voor KFC Cycling Team.

## Carrière
In november 2017 won Hibatullah, in dienst van KFC Cycling Team, de vierde etappe in de Ronde van Singkarak. Eerder dat jaar was hij al onder meer zevende geworden in het eindklassement van de Ronde van de Molukken.

## Overwinningen
2017
4e etappe Ronde van Singkarak

## Ploegen
- 2017 –  KFC Cycling Team
- 2018 –  KFC Cycling Team

Abdurrohman · Ali · Arifin · Gani · Hibatullah · Hidayat · Juangga · Sahbana · Setiawan